# Samuel Pickworth Woodward
Samuel Pickworth Woodward (17 septembre 1821 - 11 juillet 1865) est un géologue et malacologue britannique.

## Biographie

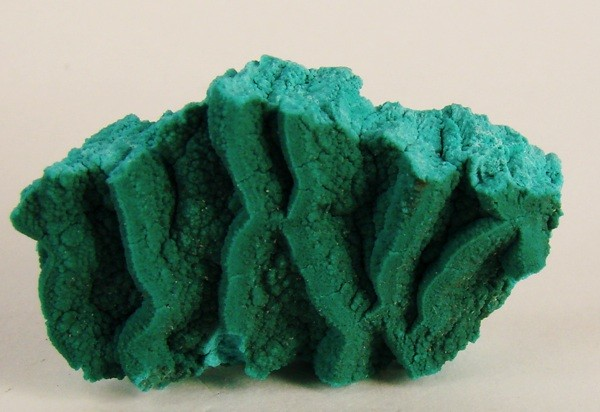
Spécimen de Woodwardite - Formule chimique : Cu _{4} Al _{2} (SO _{4})(OH) _{12} •2-4(H _{2} O)

Il est le fils du géologue Samuel Woodward. En 1845, il est professeur de géologie et d'histoire naturelle au Royal Agricultural College de Cirencester.

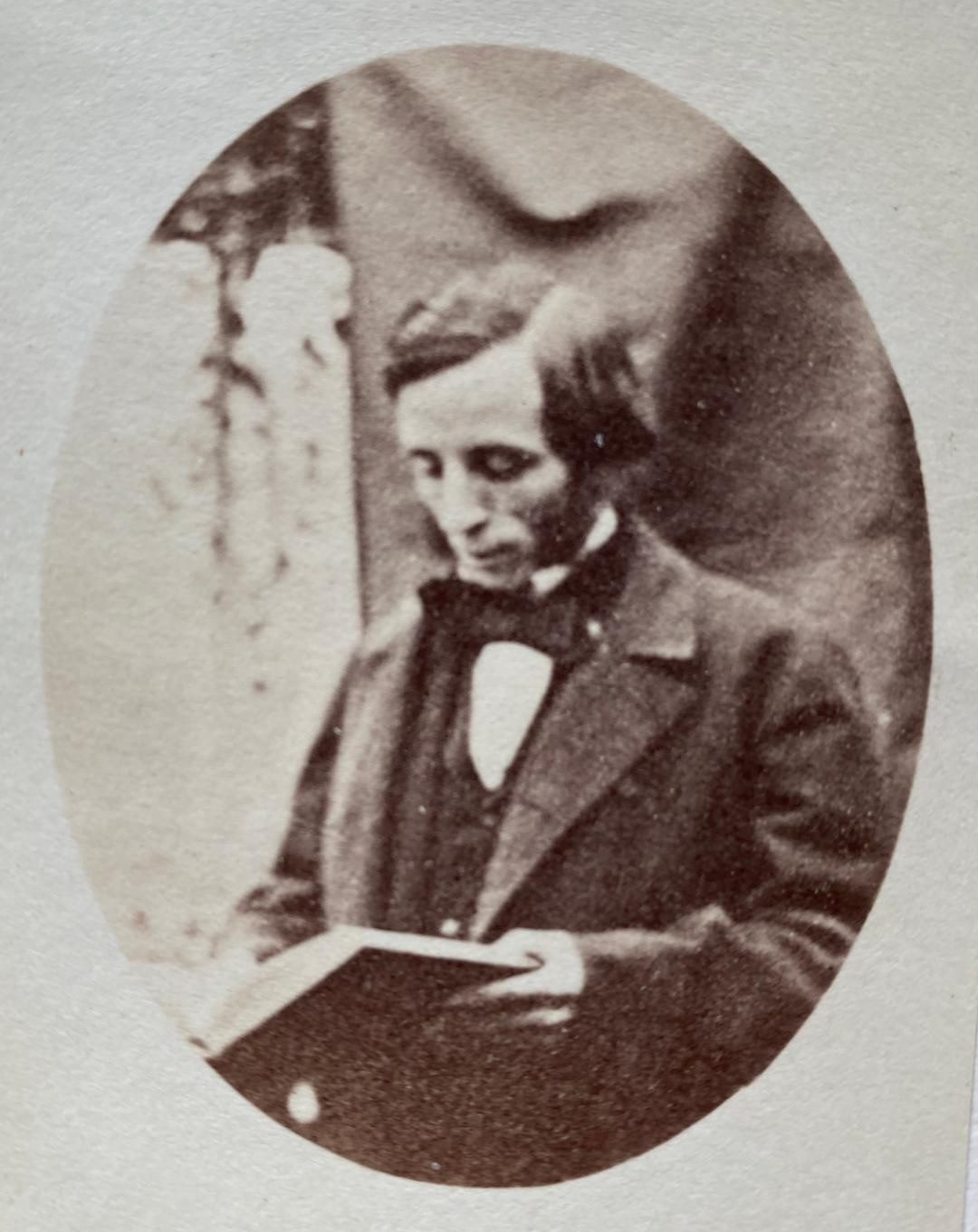
Samuel Pickworth Woodward

En 1848, il est nommé assistant au département de géologie et de minéralogie du British Museum.
Il est l'auteur de A Manual of the Mollusca (en trois parties, 1851, 1853 et 1856).
Il propose le terme série bernicienne pour la partie inférieure du système carbonifère, sous la meulière.
Il meurt le 11 juillet 1865 et est enterré du côté est du cimetière de Highgate.
La Woodwardite, un minéral hexagonal contenant de l'aluminium, du cuivre, de l'hydrogène, de l'oxygène et du soufre, est décrite comme une nouvelle espèce minérale par Church (1866) et nommée en l'honneur de Samuel Pickworth Woodward,.

## Famille
Le fils de Woodward, Horace Bolingbroke Woodward (1848-1914), devient en 1863 assistant à la bibliothèque de la Geological Society et rejoint le Geological Survey en 1867, devenant sous-directeur. En 1893-1894, il est président de l'Association des géologues et publie de nombreux ouvrages importants sur la géologie. Un fils cadet, Bernard Barham Woodward, est un malacologue britannique et membre du personnel du British Museum et du Natural History Museum.